# Society for Simulation in Healthcare
Society for Simulation in Healthcare（SSH）は、健康福祉（医療）領域におけるシミュレーション（研修）を扱う米国の学会。

## 概要
臨床シミュレーション、シミュレーション医学を用いた健康福祉領域の教育、実践、研究を主題とした国際学会。学会としては2005年に設立されたが、前身として1995年より開催されていた国際研究会であるInternational Meeting for Simulation in Healthcare（IMSH）がある。SSHとしては2006年より公式にIMSHを開催している。このため、学会の通算回数としては、2011年に開催されるIMSH2010は第11回のIMSH総会である。

## 事業
- シミュレーションを用いた健康福祉領域の教育、実践、研究を集約し情報交換を行うことで医療事故を減らし医療安全を向上させる。
- 機関誌として、Simulation in Healthcareを2006年から刊行している。

## 学術集会の開催
毎年1月を会期として、学術集会を開催している。学術集会は、2006年の第6回以降、年次学術集会として開催されている。参加者は年々増加しており、米国内の大規模なコンベンションセンターで開催されている。
2006年1月に第6回がサンディエゴ（カリフォルニア州）、2007年1月に第7回がディズニーワールド（フロリダ州）、2008年には第8回がサンディエゴ（カリフォルニア州）、2009年1月に第9回がディズニーワールド（フロリダ州）、2010年1月には第10回がフェニックス（アリゾナ州）、2011年1月には第11回がニューオーリンズ（ルイジアナ州）、2012年1月には第12回がサンディエゴ（カリフォルニア州）、2014年1月には第14回がサンフランシスコ（カリフォルニア州）、2015年1月には第15回がニューオリンズ（ルイジアナ州）2016年1月には第16回がサンディエゴ（カリフォルニア州）で開催作荒れた。ここで今後4回のスケジュールが公開され、2017年1月には第17回がオーランド（フロリダ州）、2018年1月には第18回がロサンゼルス（カリフォルニア州）、2019年1月には第19回がサン・アントニオ（テキサス州）、2020年1月には第20回がサンディエゴ（カリフォルニア州）で開催。